# Le Vieil-Évreux
Le Vieil-Évreux är en kommun i departementet Eure i regionen Normandie i norra Frankrike. Kommunen ligger i kantonen Évreux-Est som tillhör arrondissementet Évreux. År 2022 hade Le Vieil-Évreux 840 invånare.

## Befolkningsutveckling
Antalet invånare i kommunen Le Vieil-Évreux
Referens:INSEE